# Claudio Tolomei

De le lettere

Claudio Tolomei (* 1492 in Asciano; † 1556) war ein italienischer Schriftsteller, Kritiker und Philologe.

## Leben
Claudio Tolomei wurde 1492 in Asciano bei Siena geboren. Er studierte Jura in Bologna, wo er 1514 sein erstes Werk Laude delle Donne Bolognesi (Lob der Bologneser Frauen) veröffentlichte. Nach der Rückkehr nach Siena wurde er an der dortigen Universität Lektor für Jura. Während dieser Zeit verfasste er zwei lateinische Schriften, De corruptis verbis iuris civilis dialogus und Disputationes et paradoxa iuris civilis, die allerdings verloren gegangen sind. Aufgrund seiner Anhängerschaft zur Partei der Medici musste er 1526 ins Exil gehen und lebte daraufhin lange in Rom und Piacenza bei Pier Luigi II. Farnese und nach dessen Tod bis 1548 in Padua. Zu Ende seines Lebens wurde er Botschafter in Frankreich und schließlich Bischof von Toulon. 
Neben kleineren Dichtungen sind vor allem seine sprachtheoretischen Werke von Bedeutung. In dem Buch Versi e regole della nuova poesia toscana gibt Tolomei Regeln für den Gebrauch der klassischen quantitativen Metrik und deren Anwendung auf die toskanisch-italienische Dichtung. Von herausragender Bedeutung für die Sprachenfrage in Italien im 16. Jahrhundert ist der Dialog Il polito, den er 1525 unter dem Pseudonym Adriano Franci verfasste und in dem er sich u. a. gegen die Orthographiekonzeption von Gian Giorgio Trissino wandte, obwohl er die grundsätzliche Notwendigkeit einer Rechtschreibreform bejahte. In einem weiteren Dialog Il Cesano verteidigte Tolomei das Toskanische als italienische Standardsprache im Gegensatz zu den Sprachauffassungen von Baldassare Castiglione, Trissino und Alessandro de’ Pazzi.